# Mário Ficarelli
Mário Ficarelli (São Paulo, 4 juli 1935 - 2 mei 2014) was een Braziliaans componist en professor in de muziek (muziekpedagoog).

## Levensloop
Zijn studies deed hij bij Maria de Freitas en Alice Phillips voor piano en Olivier Toni voor compositie. In zijn oeuvre zijn werken voor symfonieorkest, harmonieorkest, kamer-, koor- en vocaalmuziek en een opera. Hij heeft talrijke nationale en internationale prijzen en onderscheidingen ontvangen. Tegenwoordig behoort hij tot de belangrijkste hedendaagse componisten in Brazilië. Zijn werken zijn door de groote orkesten in Brazilië uitgevoerd, maar ook in Noord-Amerika en in Europa werden zij gespeeld, onder andere door het Tonhalle Orchester in Zürich, Zwitserland, door die de 2e Symfonie - "Mhatuhabh" werd uitgevoerd. 
Hij is sinds 1975 lid van de Sociedade Brasileira de Música (Vereniging van hedendaagse Braziliaanse componisten), sinds 1994 voorzitter van de Academia Brasileira de Música en eveneens sinds 1992 lid van de SUISA (Zwitserse Auteursrechten Vereniging). 
Ook als muziekpedagoog is hij heel bekend en was vanaf 1997 vele jaren directeur van het Departamento de Música van de Escola de Comunicação e Artes da Universidade de São Paulo (ECA-USP) en professor voor compositie. De dissertatië schreef hij over Jean Sibelius zeven symfonieën.

## Composities

### Werken voor orkest
- 1970 Cinco Retratos de um Tema strijkorkest
- 1972 Alektruon voor gemengd koor, orgel en orkest
- 1976 Zyklus II voor orkest
- 1979 Abertura voor orkest
- 1981 Transfigurationis voor orkest
- 1981 Concerto voor piano en orkest
- 1984 Dez Estudos voor orkest
- 1986 Ricordanza voor strijkerorkest
- 1986 Concerto voor alt-viool en orkest
- 1986 Concerto voor cello en strijkorkest
- 1986 Concerto voor viool en strijkorkest
- 1990 Concerto voor percussie en orkest
- 1990 Epigraphe
- 1991 Segunda Sinfonia - Sinfonia No. 2 “Mhatuhabh” voor orkest
- 1992/1993 Sinfonia No. 3
- 1998 Suíte
- 1999 Concertante voor alt-saxofoon en orkest

### Werken voor harmonieorkest
- 1976 Vita Nuova voor harmonieorkest
- 1985 Liturgia voor harmonieorkest
- 1990 Sinfonia para Instrumentos de Sopros

### Missen, cantates en geestelijke muziek
- 1974 Anúncio voor gemengd koor - tekst: uit het Evangilië naar Lucas 2, 10-11
- 1978 Oratório voor 3 2-st. kinderkooren, piano, xylofoon, klokkenspeel - tekst: Ruben Braga
- 1996 Missa Solene voor solisten, kinderkoor, orgel en percussie - tekst: Latijnse miss
- 1997 Cantata “A Coisa” voor gemengd koor en percussie - tekst: Millor Fernandes
- 2002 O Paraíso Perdido - (The Lost Paradise) voor gemengd koor, hobo, alt-hobo, harp en pauken

### Toneelwerken
- 1974 A Sombra scenische muziek voor bariton, fluit, hobo, viool, cello, piano, cravo, percussie en gemengd koor
- 1986 A Peste e o Intrigante opera in 2 bedrijven - libretto: Mário Ficarelli

### Werken voor koor (ook met orkest of instrumenten)
- 1970 Os Vazios do Homem voor gemengd koor en piano - tekst: João Cabral de Melo Neto
- 1974 Sapo Jururu voor gemengd koor
- 1978 Poema voor gemengd koor - tekst: Gonçalves Dias
- 1980 Noturno voor 3-st. kinderkoor - tekst: Mário Quintana
- 1983 Parabéns a Você voor gemengd koor - tekst: Mário Ficarelli
- 1998 O Passarinho, Terezinha e o Anão Amarelo voor gemengd koor - tekst: Mário Ficarelli

### Vocaalwerken met orkest of instrumenten
- 1969 Três Cantos voor zang en piano - tekst: Eduardo Girão, Joaquim Manoel de Macedo en  João Cabral de Melo Neto
- 1972 Ensaio - 72 voor mezzosopraan, contrabas en percussie

### Werken voor kamermuziek
- 1969 Prólogo e Fanfarra voor 2 trompetten, hoorn, trombone en tuba
- 1969 Dois Estudos voor twee contrabassen
- 1971 Novelo voor fluit, hobo, klarinet, fagot en hoorn
- 1972 Maktub II voor viool en piano
- 1973 Zyklus I voor strijkkwartet
- 1976 Seis Duetos voor twee violen
- 1977 Prelúdio, Passacaglia e Final voor viool, alt-viool en cello
- 1978 Canzona voor viool en cello
- 1979 Trítonos voor fluit
- 1979 Ideia voor fluit
- 1979 Maktub III voor twee piano's of piano 4-handig
- 1980 Interlúdio voor trombone en piano
- 1981 Suíte do Mestre André voor twee hoorns
- 1982 Metalurgia - Liturgia para Metais voor 3 trompetten, 3 hoorns en 3 trombones
- 1984 Sonatina voor alt-viool
- 1984 Cristal 213 voor viool en cello
- 1984 Triedro voor twee violen en cello
- 1985 Sonata voor hobo en piano
- 1989 Potências voor 4 trombones en 2 grande caixas
- 1991 L’Attesa voor fluit, klarinet, hoorn, viool, alt-viool, cello en piano
- 1993 Quatro Esboços voor hobo
- 1994 Metábole - em memória de Mario Quintana voor trompet, hoorn, piano en percussie
- 1997 Toccata voor viool, cello en piano
- 1997 Quinteto n.1 voor hobo en strijkkwartet
- 1998 Quinteto n.2 voor hoorn en strijkkwartet
- 1998 Quinteto n.3 voor twee violen, twee alt-violen en cello
- 2000 Os Três Mouros voor hobo, klarinet en fagot
- 2002 Sonatina voor cello
- Três quintetos voor hobo, voor trompet en alt-viool en strijkkwartet

### Werken voor piano
- 1968 Prelúdio, Ária e Scherzo
- 1968 Cânone e Dança
- 1968 Canticum et Antefixus
- 1968 Prelúdio e Fuga
- 1969 Dois Estudos
- 1972 Maktub I
- 1983 Pegadas na Areia
- 1983 Minimal Ciranda
- 1995 Estudo no.3
- 1999 Paradigmas
- 2001 Reverence
- 2003 Sonata

### Werken voor gitaar
- 1979 Etéreo

### Werken voor percussie-ensemble
- 1969 Suíte O Poço e o Pêndulo voor 24 percussie-instrumenten met 8-10 spelers en spreker, 4 pauken, celesta, vibrafoon, xylofoon en twee piano's - tekst: Edgar Allan Poe
- 1979 Ensaio - 79 kwintet voor piano en tambours (4 pauken, 4 tom-tom, 3 caixas, 2 bongôs, tambor militar, 2 grande caixas in mi e sib, piano)
- 1990 Ensaio - 90 voor panfluit, flexatone, xylofoon, vibrafoon, garrafas, 4 tom-tom, 2 grande caixas
- 1990 Concerto para percussão e orquestra (voor percussie en orkest)
- 1997 Tempestade Óssea sextet voor percussie  (2 Xylofoonen, 2 Marimbas, 5 Claves, 5 Temple-block)

## Publicaties
- Mário Ficarelli: Parabéns a Você. Utilizado na composição homônima do autor (alusivo ao Natal). 1982.
- Mário Ficarelli: Transfigurationis. Posicionamento e comentários sobre a obra homônima e Catálogo de Obras. 1982.

## Referentie
1. ↑  (pt) Morre em São Paulo o compositor Mário Ficarelli. O Estado de S. Paulo, 2 mei 2014. (gearchiveerd)

- Bibliothèque nationale de France: cb159828013 (data)
- Gemeinsame Normdatei: 1089218419
- International Standard Name Identifier: 0000 0003 7399 0933
- Library of Congress Control Number: n79032410
- MusicBrainz: 7c644792-3618-4d1e-ba0b-4cbf904bb96d
- Nationale Bibliotheek van Tsjechië: xx0160666
- Virtual International Authority File: 79242667
- WorldCat: E39PBJxMqpYmGxfgqjFwJTTT73